# 皮拉茹巴
皮拉茹巴是巴西米纳斯吉拉斯州的一个市镇。总面积331.793平方公里，总人口3694人，人口密度11.1人/平方公里。